# Наркокартель Кали
Наркокартель Кали — колумбийский наркокартель, существовавший с 1977 года по 1998 год и занимавшийся незаконным оборотом наркотиков, вымогательством, отмыванием денег, похищениями людей, убийствами и незаконным оборотом оружия.

## История создания картеля
Картель Кали был основан в 1970-е годы братьями Хильберто и 
Мигелем Орехуэла (Orejuela), а также Хосе Сантакрусом Лондоньо по прозвищу Чепе. Мозговым центром картеля был старший Орехуэло —  Хильберто, за аналитический ум и скрупулёзное продумывание всех операций прозванный «шахматистом». Из-за того, что братья Орехуэло и Хосе Сантакрус были из богатых и образованных семей, имели высшее образование, первоначально их группировка называлась «Джентльмены из Кали».
Среди более поздних руководителей картеля Кали были Эльмер Эррера, Хайро Иван Урдинола Грахалес, Хулио Фабио Урдинола Грахалес, Генри Лоайса Себальос, Виктор Пэтино-Фомек, Рауль Грахалес Лемос, Луис Грахалес Поссо, Бернардо Саэнс, Хуан Карлос Ортис Эскобар, Хавьер Марлин Рохас и Джеймс Андре.
Объединившись с группой Фернандо Тамайо Гарсии под названием «Las Chemas» (монеты), участники группировки братьев Орехуэло занялись похищениями иностранцев с целью получения выкупа. Они совершили множество похищений людей, одним из самых удачных дел, принесшее им 700 000 долларов США, был выкуп за двух похищенных швейцарских граждан, дипломата Германа Буффа и студента Зака Милиса.

## Структура и преступная деятельность
Заработав первоначальный капитал, братья вложили деньги в прибыльный по тем временам бизнес — контрабанду наркотиков в США. Группа начала заниматься торговлей марихуаной. Из-за низкой прибыли продукта участники картеля решили торговать более выгодным наркотиком — кокаином.
В начале 1970-х картель отправил Эльмера «Пачо» Эрреру в Нью-Йорк, чтобы основать там центр распределения наркотиков. Эррера организовал и наладил массовые поставки кокаина в США. Это было в то время, когда служба по контролю за применением законов о наркотиках (DEA) Соединённых Штатов не сильно преследовала кокаиновых дельцов и рассматривала этот наркотик как менее опасный, чем героин. Тогда бытовало ошибочное мнение ученых о том, что кокаин, в отличие от героина, не вызывает эффекта привыкания и употребление его не приводит к серьёзным последствиям.
Считается, что такое отношение DEA к кокаину — то, что позволило картелю Кали процветать, развивать и организовывать многочисленные «бригады», которые, казалось, работали независимо, но вместе с тем менеджеры («celeno») отчитывались перед Кали. Независимая структура «бригад» — то, что отличало картель Кали от Медельинского картеля. Картель Кали действовал как группа организаций, в противоположность Медельинскому картелю — организации центрального лидера (Пабло Эскобара).
В середине 1980-х годов Хорхе сформировал независимую группировку под названием «400», которая впоследствии контролировала все поставки и распределение наркотиков, импортируемых в Соединённые Штаты картелем Кали.
Деньги, полученные от продажи кокаина в США, картель вкладывал в производство наркотиков не только в Колумбии, но и в Перу и Боливии, а также в организацию маршрутов доставки продукции в США. Также участники картеля использовали маршруты торговли через Панаму. Картель занимался и торговлей опиумом.
Картель базировался в южной Колумбии в районе города Кали и департамента Валле-дель-Каука. Эта преступная организация действовала в Колумбии, Соединённых Штатах, Центральной Америке, Мексике, Испании, Франции, Италии, Германии, Нидерландах, России, Аргентине, Венесуэле, Эквадоре, Боливии, Перу, Панаме, Японии. В то время как главный конкурент картеля Кали — Медельинский картель — занимался почти исключительно наркотиками, картель Кали сочетал незаконный бизнес с легальным. Так, семейный концерн включал в себя сеть магазинов и фармацевтические лаборатории.
Считалось, что каждая «бригада» картеля отчитывалась перед более многочисленной группой, а та, в свою очередь — перед лидерами картеля. В картеле Кали, по словам его бывшего главного бухгалтера Гильермо Пальомари, существовали следующие группы:
- Наркоторговля: Контроль над работой лабораторий, способов доставки и маршрутами.
- Вооружённые силы: Контроль над безопасностью, дисциплиной, наказанием и взяточничеством относительно военных или полицейских чиновников.
- Политический: Ответственный за правительственные связи, связи с конгрессменами, федеральными чиновниками и местными властями.
- Финансовый: Контроль над отмыванием денег, основными фирмами и законными деловыми предприятиями.
- Законный: Ответственный за помощь задержанным наркоторговцам, наём лоббистов и зарубежных представителей.

По словам известного в то время руководителя DEA Томаса Константина, картель Кали — «крупнейший, самый влиятельный преступный синдикат, который мы когда-либо знали». Согласно отчётам Константина к Конгрессу США, Кали был доминирующей группировкой в торговле южноамериканским героином из-за доступа картеля к опийным областям Колумбии.

## Финансовые операции
Чтобы отмыть деньги, вырученные от наркоторговли, картель Кали в больших количествах инвестировал свои средства в законные деловые предприятия, в том числе в передовые компании. В 1996 считалось, что картель из одних только США получал $7 миллиардов в год.
Одна из первых таких операций была совершена, когда Хильберто Родригес Орехуэла стал председателем правления банка «Де Трабахадорес». Считается, что этот банк использовался, чтобы отмыть средства для картеля Кали, также как и картеля Пабло Эскобара. Участникам картеля разрешили получать кредиты без выплаты.
В интервью Хильберто Родригес Орехуела признался в том, что деньги были отмыты через Межамериканский банк в Панаме. Отмывание денег, о котором говорил Орехуела, было совершено «в соответствии с панамскими законами». Орехуела позже создал «Радикальную Группу Колумбии», сеть более чем 30 радиостанций и фармацевтическую сеть под названием Drogas la Rebaja, которая составляла 400 магазинов в 28 городах. Стоимость фармацевтической сети была оценена в $216 миллионов.

## Война с Медельинским картелем и другими организациями
Появление такой мощной организации, как картель Кали, не могло не вызвать недовольства Пабло Эскобара, лидера Медельинского картеля. А конкуренция в сфере рынков сбыта США привела к войне между двумя картелями, которая, то разгораясь, то затихая, протекала на протяжении всего существования этих двух картелей. Так, однажды убийца, посланный Пабло Эскобаром, чтобы убить «Пачо» Эрреру, находившегося в тот момент на стадионе, открыл огонь из пулемёта по трибуне, где сидел Эррера, и убил девятнадцать человек, но в самого Пачо не попал.
В ответ на покушение, картель Кали ответил похищением и убийством Густаво Гавирии, двоюродного брата Пабло Эскобара. И хотя победить картель Кали у медельинцев не получилось, до самой ликвидации картеля Пабло Эскобара Кали всегда уступал своим конкурентам по степени могущества.
Будучи по сути своей ультраправыми, картель Кали постоянно воевал с левыми повстанческими партизанскими формированиями Колумбии. Так, в 1992 году, вооружённые силы партизанской фракции ФАРК похитили Кристину Сантакрус — дочь лидера картеля Хосе Сантакруса Лондоньо, и потребовали в обмен на безопасное возвращение Кристины выкуп в размере 10 миллионов долларов. В ответ участники картеля Кали похитили двадцать или более человек из колумбийской коммунистической партии «Патриотический союз», «Союз объединенной рабочей партии» и партии Симона Боливара. В конце концов, после переговоров, Кристина была освобождена.
Кроме этого, картель Кали принимал участие в «чистках», по словам участников картеля, «социального мусора» — тысяч проституток, беспризорных детей, мелких воров, гомосексуалов и бездомных. Группы, названные «social limpieza» (социальные группы чистки), просто убивали этих людей, сотнями скидывая их в реку Каука и часто оставляя записку: «Cali limpia, Cali linda» (чистое Кали, красивое Кали). Позже эта река стала известна под названием «река смерти», и муниципалитет чуть не разорился на оплате затрат по очистке реки от трупов и восстановлению санитарного состояния.

## Расцвет картеля
В 1984 году правительство Колумбии начало «крестовый поход» против Медельинского картеля. Медельинцы ответили властям, развернув настоящий террор против сил правопорядка и политических лидеров. Участники Картеля Кали выступили на стороне правительства, всячески помогая уничтожать конкурентов. Эррера был одним из основателей организации «Лос Пепес», ставившей своей целью поимку или уничтожение Пабло Эскобара, а также лидеров медельинского картеля. За всё время боевики, обученные инструкторами американского подразделения Дельта, убили около 60 лидеров медельинцев.
Колумбийская «кокаиновая война» закончилась в начале 1990-х относительной победой сил правопорядка. Медельинский наркокартель допустил две серьёзные ошибки: бросил политический вызов властям, объявив войну правительству, и одновременно наращивал производство и экспорт кокаина. В результате все главари медельинского картеля были либо убиты, либо арестованы, а сам картель резко снизил объём своих операций.
Место Медельинского картеля занял картель Кали, который стали называть самой крупной транснациональной корпорацией мира. В период своего максимального расцвета картель контролировал около 90 % мирового рынка кокаина. К середине 1990-х годов картель Кали оперировал миллиардами долларов. А учтя печальный опыт медельинцев, вместо запугивания правительства картель стал щедро жертвовать средства лояльным политикам.

## Конец картеля
В 1991 правоохранительные органы конфисковали 67 тонн кокаина, 75 % которого было произведено картелем Кали. В том же году в морском порту Майами была пресечена отгрузка кокаина картеля. Были конфискованы 12 тонн кокаина и арестованы несколько человек. Год спустя USCS (американская таможенная служба) конфисковала 6 тонн кокаина, скрытого в грузе брокколи, при этом арестовав семь человек.
Американской таможенной службе удалось при арестах захватить бухгалтерские документы картеля, которые позволили узнать об отгрузке кокаина в Панаме. Эта информация была передана панамским властям, и им удалось конфисковать 5 тонн кокаина картеля.
В 1993 году американская таможенная служба, преследуя участника ячейки картеля в Майами Рауля Марти, конфисковала 5 тонн кокаина. Считается, что эти последовательные операции вынудили картель направить свои поставки через Мексику, однако это не остановило американскую таможенную службу. В 1993 году были перехвачены три морских судна с 17 тоннами наркотиков.
Всего одна только американская таможенная служба за 13 лет борьбы с Кали захватила 50 тонн кокаина и 15 миллионов долларов в активах.
Миролюбие картеля не спасло его от силовых акций властей. Летом 1995 года по картелю Кали был нанесен удар — все его главари были арестованы. Ставшие достоянием общественности материалы о связи наркокартеля с правительством вызвали в Колумбии громкий политический скандал.
Сантакрус Лондоньо был арестован 4 июля 1995 года. Тем не менее, 11 января 1996 года он бежал из тюрьмы La Picota в Боготе, но уже в марте полиция выследила его в Медельине (возможно не без помощи конкурентов), и он был убит при попытке к бегству.
Братья Орехуэло бежать не пытались и, находясь в тюрьме, продолжали руководить делами картеля, поставив во главе группировки сына одного из них — Уильяма Родригеса Абадия. Так продолжалось до ареста последнего в США. Попав в тюрьму, Уильям был приговорен судом Майами к более чем 20 годам тюрьмы. Решение суда было вынесено после того, как он согласился дать показания против своего отца и дяди.
После этого сначала 67-летний Хильберто, а через три месяца и 63-летний Мигель были экстрадированы в марте 2005 года в США. Братьев обвиняли в том, что, находясь в колумбийской тюрьме, где они содержались с 1995 года, они организовывали поставки наркотиков в США, а также занимались отмыванием денег. Первоначально и Мигель, и Хильберто отказывались признать свою вину, но несколько позже признали её и согласились на конфискацию 2,1 млрд долларов в обмен на то, что с их родственников будут сняты обвинения в отмывании денег и других незаконных действиях.
Суд Майами признал Хильберто и Мигеля Орехуэла виновными в сговоре с целью провоза в США 200 тонн кокаина и приговорил их к 30 годам заключения. Приговор был вынесен после того, как сторонам удалось договориться о признании подсудимыми своей вины. Наркокартель Кали прекратил своё существование.